# Tuta (football, 1984)
Pour les articles homonymes, voir Tuta.
Adorcelino Wesley Gomes da Silva dit Tuta est un footballeur brésilien né le 17 mars 1984.

## Carrière
| saison  | club                | pays   |
| ------- | ------------------- | ------ |
|         | Santos FC           | Brésil |
| 2006-07 | Aris FC             | Grèce  |
| 2007-08 | APOP/Kinyras Peyias | Chypre |